# 埃及守護神
埃及守護神（The Kane Chronicles）是美國作家雷克·萊爾頓的系列奇幻冒險文學作品。故事背景設置在當今美國，同作者其它虛構小說作品《波西傑克森》和續作《混血營英雄》系列，本次系列主要改編埃及神話。系列預計將共發行三部曲，第一部《紅色金字塔》於北美2010年5月5日發行，台灣於2011年2月1日發行；第二部《火焰的王座》於2011年5月3日發行，台灣於2012年2月1日發行；第三部《巨蛇的暗影》於北美2012年5月1日發行，台灣於2013年1月1日發行
主要情節描述卡特和莎蒂·凱恩倆兄妹在平安夜的久別相聚，於大英博物館卻發生古文物爆炸事件，埃及古文物學家的父親朱利斯·凱恩在現場離奇消失。進而發現他們是古埃及法老王那爾邁和拉美西斯二世的後代，得知埃及神話中的傳說故事至現在一直存在著，包括薩布堤（shabti）、埃及魔法師、「生命之屋」（House of Life）以及古埃及神祇。雷克·萊爾頓在訪談中解說本系列作品的靈感來源：

## 情節
《紅色金字塔》(The Red Pyramid)
當羅塞塔石碑在大英博物館爆炸後，卡特和沙蒂的父親失蹤了。他們的叔叔阿摩司把他們帶到紐約布魯克林之家並講解他們家族跟埃及神祇的歷史。卡特和沙蒂隨後發現他們分別成為了荷魯斯和艾西斯的宿主，代表他們對於生命之屋來説是罪犯。
他們隨後發現賽特打算用他們父親的魔法摧毀北美洲，踏上拯救他的旅程，並對生命之屋表示清白。但最後，他們發現賽特只是阿波菲斯的計劃中的一部分。
《火焰的王座》(The Throne of Fire)
卡特和莎蒂招募了幾位學生跟隨神祇之道。但仍然是生命之屋的罪犯。他們打算尋覓拉來打敗阿波菲斯。雖然成功，卻耗盡了狄賈登的魔法，令他死亡。
《巨蛇的暗影》(The Serpent's Shadows)
幾個月之後，生命之屋在忙着與黑暗對抗，剩下阿摩司和布魯克林之家的學員找方法打敗阿波菲斯。他們決定以摧毀阿波菲斯的影子打敗它。聯同埃及神祇（尤其是拉），他們打敗了阿波菲斯，但亦令神界和人界之間更難接觸。

## 角色

### 布魯克林之家
卡特·凱恩（Carter Kane）
本書主角，十四歲，是個非裔美國人。長期跟著父親到世界各地旅行，也因此不會去學校讀書，一切都是自學。
由於父親是個埃及考古學家，因此熟知許多埃及的神祇以及神話故事，在冒險中能夠給與相當多的資訊。
個性認真、謹慎，但有時候很遲鈍。
本身是法老的後代，擁有成為強大魔法師的潛力；荷魯斯的宿主，在戰鬥中能夠使用巨大的隼戰士化身魔法攻擊敵人，是個戰鬥魔法的使用者。喜歡以卡佩許劍當作武器。
喜歡姬亞·拉席德，但是得知了與自己冒險犯難的姬亞只是個薩布堤時，難以面對這段感情。在第三卷與姬亞開始交往。
莎蒂·凱恩（Sadie Kane）
本書主角，十二歲。本身是個白人，因此當外人得知與卡特是親兄妹時常常被驚訝的眼光看待。在母親死後，由於監護權被祖父母拿去而長期住在倫敦。
個性活潑外向，常常魯莽行事，決定了目標就直直往前衝。
擁有法老的血統，有能夠解讀埃及象形文字的能力，常常幫助卡特破解一些古代卷軸或是銘文的含意。也擁有相當高的魔法技巧。
艾西絲的宿主，藉著她的幫忙能夠使用一些強力的魔法。
喜歡阿努比斯，但同時也喜歡華特；在阿努比斯與華特合而為一後很難接受這個事實。
華特·史東（Walt Stone）
非裔美國人，最先回應卡特和莎蒂的法老後裔。
圖坦卡蒙的父親阿肯納頓的子孫，繼承了家族世世代代的詛咒，在年輕時就會死亡。在成為了阿努比斯的宿主之後才免於一死。
喜歡莎蒂，但常常考量到自己的壽命而面對這段感情。
姬亞·拉席德（Zia Rashid）
生命之屋魔法師，擅長操縱火元素。原本住在名為紅沙之地的村落，但因父親不小心釋放阿波菲斯而成為村裡唯一倖存的人，被伊斯坎德帶回生命之屋，是姬亞的老師。伊斯坎德知道阿波菲斯將被釋放，怕會對姬亞不利，於是把她放進冰棺保護她。後在第三卷成為拉的宿主。

### 生命之屋
伊斯坎德（Iskandar）
生命之屋的首領，從亞歷山大的時代就存活至今，是個非常慈祥、有智慧、有力量的老人；由於生活在亞歷山大大帝統治的希臘，因此比較喜歡說希臘語。
在第一卷因衰老而死亡；在死前將姬亞安置在保護咒中，並製造出與她一模一樣的薩布堤。
狄賈登(Michel Desjardins)
繼伊斯坎德後的生命之屋首領，一開始並不認同神之道，因此迫害凱恩兄妹，在第二部裡因詛咒阿波非斯而死。
朱利斯·凱恩(Julius Kane)
卡特和莎蒂的父親。認為魔法師和眾神合作是擊敗阿波菲斯的方式。
六年前和妻子蘿比(Ruby Kane)釋放貓神巴斯特，造成蘿比意外死亡，朱利斯遭到生命之屋驅逐，卡特和莎蒂兄妹被強迫分開扶養。
第一集時為了釋放俄西里斯，使用羅賽塔石碑作為媒介，卻不小心將五大神全部釋放出來。賽特將被俄西里斯附身的朱利斯囚禁在紅色金字塔。
後來朱利斯在紅色金字塔之役死亡，成為俄西里斯在冥界的宿主，並和妻子相聚。
阿摩司·凱恩（Amos Kane）
卡特和莎蒂的叔叔，朱利斯的弟弟。
是個非常強大的魔法師，以全世界的魔法師排名來算是第二名。在朱利斯離去後擔任卡特和莎蒂的監護人。
在朱利斯利用羅塞塔石碑釋放埃及神祇時遭到賽特附身，因而學會了許多混沌魔法。
在狄賈登死亡後擔任生命之屋的首領。
佛萊迪米爾·緬什克夫(Vladimir Menshikov)
第二集·中主要反派，生命之屋中第三強大的魔法師，僅次於阿摩司·凱恩。
家族是阿蒙·拉神殿祭司的後裔，代代保管著復活太陽神拉的咒語書—拉之書(The Book of Ra)—的第二部分。
早年曾嘗試只使用僅有的拉之書第二部分復活拉，卻失敗導致咒語反彈，臉部遭燒傷而毀容。從此憎恨拉，而計畫釋放阿波菲斯，讓拉被阿波菲斯吞噬。
在《火焰的王座》結尾，短暫成為阿波菲斯的宿主，並在狄賈登犧牲生命詛咒阿波菲斯後死亡。

### 埃及神祇
- 拉(Ra)

古埃及神話中的第一屆法老，後來因艾西絲的毒蛇威脅而被迫把「仁」(秘密名字)轉讓給她，並在艾西斯強迫之下把皇位傳給俄賽里斯，並在冥界中沉睡。
在第二集中被卡特和莎蒂從冥界喚醒，但被困在宿主衰老虛弱的體內，因此神智不清。直到第三集才寄宿於姬亞·拉席德體內，而獲得重生。
- 阿波菲斯(Apophis)

拉的攣生兄弟與宿敵。形象為一隻巨蛇，每天拉乘著太陽船穿越冥界時，會和拉戰鬥，並試圖吞下祂。埃及人相信若拉被阿波菲斯吞下，末日就會降臨。
- 荷魯斯(Horus)

隼頭人身，戰鬥之神，法老通常都是他的宿主。
- 艾西斯(Isis)

埃及魔法女神，俄塞里斯的妻子，荷魯斯的母親，以毒蛇威脅拉把皇位及「仁」(秘密名字)轉讓給她的伴侶一俄塞里斯。後來當賽特殺害俄塞里斯並篡位，艾西斯和荷魯斯在托特的幫助下擊敗賽特，荷魯斯成為法老。
- 賽特(Set)

力量、混沌與邪惡之神，俄塞里斯的弟弟。
當拉在位時是祂忠實的從屬，協助他在每晚航行冥界時殺死渾沌主宰一巨蛇阿波菲斯。當拉被迫將王位傳給俄塞里斯，因為不滿兄長獲得王位，將俄塞里斯殺害並篡位。後被艾西斯和荷魯斯擊敗。
- 托特(Thoth)

知識之神，曾協助艾西斯和荷魯斯擊敗賽特，埃及文是亦是由祂發明。
當埃及被羅馬統治後，建議伊斯坎德與魔術師們驅逐眾神，因而成為唯一被容許踏入生命之屋的埃及神祇。
在第一集引導莎蒂和卡特了解擊敗賽特需使用的咒語。

## 出版資料
《埃及守護神：紅色金字塔》
《埃及守護神：火焰的王座》
《埃及守護神：巨蛇的闇影》

## 外部連結
- Official USA website（页面存档备份，存于）
- Official UK website[永久]
- The Red Pyramid preview chapters （页面存档备份，存于）
- The red pyramid （页面存档备份，存于）
- The Throne Of Fire （页面存档备份，存于）
- The Serpents Shadows （页面存档备份，存于）